# 7 de febrero
El 7 de febrero es el 38.º (trigésimo octavo) día del año en el calendario gregoriano. Quedan 327 días para finalizar el año y 328 en los años bisiestos.

## Acontecimientos
- 457: en el Imperio bizantino, León I el Matarife se convierte en emperador.
- 987: en el Imperio bizantino, Bardas Focas el Joven y Bardas Esclero, generales de la élite militar, inician una rebelión a gran escala contra el emperador Basilio II.
- 1074: en la batalla de Montesarchio (18 km al sureste de Benevento, Italia), Pandolfo IV de Benevento muere luchando contra los invasores normandos.
- 1236: en el marco de la conquista cristiana de Córdoba, el rey Fernando III "El Santo" llega a la ciudad, que se encontraba debilitada por la previa conquista cristiana de los arrabales de la Axerquía.[1]
- 1238: en Rusia, los mongoles tártaros incendian la aldea de Vladímir (fundada en 1108).
- 1301: en las islas británicas, Eduardo de Caernarvon (quien llegará a ser el rey Eduardo II de Inglaterra) se convierte en el primer príncipe de Gales.
- 1313: El rey Thihathu funda el Reino de Pinya como estado sucesor de iure del Reino de Pagan.
- 1365: en Suecia, el rey Alberto III de Mecklemburgo concede derechos de ciudad a Ulvila.
- 1461: en España, las Cortes catalanas se alzan en armas y envían tropas para liberar a Carlos de Viana.
- 1497: en Florencia (Italia), el monje católico Girolamo Savonarola y sus seguidores queman miles de libros, instrumentos musicales y obras de arte en la llamada Hoguera de las vanidades. Sandro Botticelli tira sus pinturas originales sobre temas mitológicos clásicos.
- 1518: en Valladolid (España), el rey Carlos I jura las leyes de Castilla ante las Cortes de Castilla.
- 1569: en América se establece la Inquisición española.
- 1632: en Madrid se convocan las Cortes.
- 1705: en el marco de la Guerra de Sucesión Española, fuerzas franco-españolas asaltan Gibraltar.
- 1756: a 13 km más arriba de la aldea jesuita de San Gabriel de Batoví, sobre el río Vacacaí ―en el marco de la Guerra Guaranítica, el líder de los rebeldes guaraníes, Sepé Tiarayú, muere en una escaramuza con tropas españolas y portuguesas.
- 1765: en Inglaterra, Horace Walpole (1717-1797) publica El castillo de Otranto, la primera novela gótica de la literatura universal.
- 1783: en Soriano Cálabro (Calabria, Italia) sucede el tercer terremoto (de una serie de 5, en 50 días) de una magnitud estimada de 6,6 en la escala de Richter. Los siguientes terremotos serán el 1 y el 28 de marzo, y dejarán un saldo de unas 50 000 víctimas.
- 1783: en el Peñón de Gibraltar ―en el marco de la Guerra de la Independencia de los Estados Unidos (1775-1783)―, las fuerzas francesas y españolas levantan el Gran Sitio de Gibraltar.
- 1792: Austria y Prusia firman una alianza contra los revolucionarios franceses.
- 1793: la Convención Nacional francesa declara la guerra a España por su adhesión al ya ejecutado monarca Luis XVI.
- 1795: en Estados Unidos se ratifica la 11.ª enmienda a la Constitución estadounidense.
- 1807: en Eylau (en Polonia, actualmente en Rusia, 38 km al sur de Kaliningrado) ―en el marco de las Guerras Napoleónicas― se libra la Batalla de Eylau: Napoléon comienza su lucha contra las fuerzas rusas y prusianas. Después de una lucha encarnizada, los franceses toman la ciudad, pero al día siguiente los rusos reanudan la batalla.
- 1812: en Nueva Madrid (Misuri) a las 9:45 sucede un terremoto de magnitud 8,0 en la escala sismológica de Richter). Es el tercer terremoto intenso en menos de dos meses: el primero (de magnitud 8,1) fue el 16 de diciembre de 1811 en el mismo sitio, el segundo (de magnitud 7,8) fue el 23 de enero de 1812. Se cambian varios cursos del cauce del río Misisipi.
- 1813: cerca de las Îles de Los, las fragatas Aréthuse y Amelia se golpean entre sí en batalla, pero ninguna puede obtener la ventaja.
- 1819: en Singapur, Thomas Stamford Raffles abandona la isla apenas después de haberla tomado, dejándola en manos de William Farquhar.
- 1822: Fernando VII pide ayuda a la Santa Alianza y las potencias integrantes deciden intervenir para derrocar a los liberales y reponer al monarca en el uso de su plena soberanía.
- 1836: Ocurre la Batalla de Socabaya en la localidad de Socabaya, Perú entre las fuerzas confederadas y las fuerzas restauradoras.
- 1842: Ras Ali Alula (regente del emperador de Etiopía) derrota al señor de la guerra Wube Haile Maryam de Semien en la batalla de Debre Tabor.
- 1852: en el Campo de Guardias (Madrid) es ahorcado públicamente el sacerdote Martín Merino, que había atentado contra la vida de la reina Isabel II.
- 1854: en Zúrich (Suiza) se aprueba una ley para fundar el Instituto Federal de Tecnología. Las clases comienzan el 16 de octubre de 1855.
- 1861: en aguas de Alicante, Narciso Monturiol realiza pruebas satisfactorias de su submarino Ictíneo, aunque no consigue apoyo oficial.
- 1863: en la costa de Auckland (Nueva Zelanda) se hunde el barco HMS Orpheus. Mueren 189 personas.
- 1871: en los Estados Unidos, el dentista James Beall Morrison patenta un taladro dental accionado con el pie, que en poco tiempo encuentra una amplia difusión.
- 1884: una bula del papa León XIII crea la diócesis de Madrid-Alcalá.
- 1885: en España, el dramaturgo español José de Echegaray estrena La vida alegre y muerte triste.
- 1894: en Cripple Creek (Colorado) la Federación Occidental de Mineros inicia una importante huelga de mineros.
- 1897: Benito Pérez Galdós ingresa en la Real Academia Española.
- 1898: en Francia, el escritor Émile Zola es juzgado por apología del delito por su lucha contra el antisemitismo en su panfleto J'accuse.
- 1900: unos 250 km al noroeste de la costa de Durban (Sudáfrica) ―en el marco de la Segunda Guerra Anglo-Bóer― las tropas británicas fracasan en su tercer intento de levantar el Sitio de Ladysmith.
- 1900: en San Francisco (California) un inmigrante chino cae enfermo de peste bubónica en la primera epidemia de peste en los Estados Unidos continentales.
- 1901: en Bakú (Imperio ruso, actual Azerbaiyán) se producen incendios en los campos petrolíferos.
- 1901: en La Haya se celebra la boda de la reina Guillermina con el duque Enrique de Mecklemburgo.
- 1902: en Tweebosch (Transvaal) ―en el marco de las Guerras de los Bóeres―, sucede la última victoria de los afrikáner.
- 1904: en Baltimore (Estados Unidos), en 30 horas un incendio destruye 1500 casas y causa centenares de muertos.
- 1906: en San Sebastián (España) se celebra la ceremonia de conversión al catolicismo de la princesa Victoria Eugenia de Battenberg.
- 1906: el gobierno finlandés decide dar derecho de voto a los hombres y mujeres mayores de 24 años, excluidos los disminuidos y los no inscritos en las listas del impuesto.
- 1907: en Montecarlo Jules Massenet estrena su ópera Therése.
- 1907: Honduras y Nicaragua rompen relaciones diplomáticas.
- 1910: Bélgica, Reino Unido y Alemania marcan las fronteras entre sus respectivas colonias africanas: el Congo, Uganda y el África Oriental.
- 1910: el rey Eduardo VII del Reino Unido llega en visita oficial a París.
- 1911: el Consejo Nacional suizo decide importar carne congelada de los Estados Unidos para paliar la escasez alimentaria.
- 1913: en España, el rey Alfonso XIII efectúa un vuelo en el dirigible España.
- 1916: el Canciller del Reich prohíbe la exportación de hierro y acero.
- 1918: Alemania y Finlandia firman un tratado de paz y amistad.
- 1920: en Madrid, los mauristas ganan las elecciones municipales.
- 1921: en Francia se producen requisas y detenciones de comunistas, por la distribución de panfletos y realización de reuniones antimilitaristas.
- 1922: en el Teatro Real de Madrid (España), se presenta el tenor Miguel Fleta en la ópera Carmen.
- 1924: en Uruguay se aprueba un proyecto de ley que impone el trabajo individual colectivo obligatorio.
- 1925: Mongolia Exterior es ocupada por el Ejército Rojo de la Unión Soviética.
- 1927: en Barcelona, el gobernador civil prohíbe las audiciones de sardanas en sitios céntricos de la ciudad.
- 1928: primera expedición postal aérea Madrid-Barcelona.
- 1931: se restablecen las garantías constitucionales y se convocan elecciones legislativas en España.[cita requerida]
- 1931: los obispos alemanes de la provincia eclesiástica de Colonia advierten de los peligros del nacionalsocialismo.
- 1932: el Bremen atraviesa el Océano Atlántico en 4 días y 17 horas, con lo que consigue la «cinta azul».
- 1934: en Valencia, Juan de la Cierva hace una prueba de descenso y despegue con su autogiro en la cubierta del portaaviones Dédalo.
- 1935: Malcolm Campbell establece un nuevo récord de velocidad en 445,49 km/h.
- 1936: las tropas alemanas de Adolf Hitler ocupan la zona desmilitarizada de Renania.
- 1937: en Metlaui (Túnez) la gendarmería asesina a 19 mineros.
- 1938: en Barcelona se estrena la película La casta Susana, uno de los pocos filmes estrenados en época de guerra.
- 1939: en Londres se inaugura una conferencia para solucionar el problema palestino
- 1940: en Estados Unidos se estrena Pinocho, la segunda película animada de Walt Disney.
- 1940: en Reino Unido, el Gobierno ejecuta a dos militantes del IRA.
- 1941: la primera disposición del Reich sobre protección ante los rayos X y las sustancias radiactivas regula las medidas protectoras contra estas radiaciones en el área no médica.
- 1942: en el Gazale queda detenida la ofensiva alemana en Libia.
- 1943: en la isla de Guadalcanal ―en el marco de la Segunda Guerra Mundial (1939-1945)― las fuerzas de la Armada Imperial Japonesa completan la evacuación de las tropas del Ejército Imperial Japonés de Guadalcanal durante la Operación Ke, poniendo fin a los intentos japoneses de recuperar la isla de las fuerzas aliadas en la Campaña de Guadalcanal.
- 1944: en Anzio (Italia) ―en el marco de la Segunda Guerra Mundial (1939-1945)― las fuerzas nazis lanzan una contraofensiva durante la operación aliada Shingle (batalla de Anzio).
- 1945: en Portugal se reglamenta el toreo.
- 1946: durante la reforma agraria en la zona de ocupación soviética, han sido repartidas 53.000 empresas agrícolas entre nuevos campesinos, con una superficie total de 2,6 millones de hectáreas.
- 1946: el Secretario de Guerra de los Estados Unidos apoya los planes de MacArthur para reactivar las exportaciones japonesas.
- 1947: en la Antártida, los chilenos establecen la base naval Arturo Prat.
- 1948: El Gobierno de Juan Domingo Perón propone que, en una conferencia entre Argentina, Chile y el Reino Unido, se discuta el asunto de las Malvinas.
- 1950: Estados Unidos y el Reino Unido reconocen al Gobierno vietnamita de Bao Dai.
- 1950: Leopoldo III, rey de Bélgica, rechaza abdicar a favor de su hijo.
- 1950: Islandia es admitida en el Consejo de Europa.
- 1951: en el marco de la guerra de Corea, las fuerzas surcoreanas masacran a más de 700 civiles (hombres, mujeres y niños), acusándolos como presuntos simpatizantes comunistas.
- 1951: llega al aeropuerto madrileño de Barajas el futbolista argentino Roque Olsen, contratado por el Real Madrid.
- 1953: en Bilbao, se amplía el campo de fútbol de San Mamés.
- 1956: el gobierno de Pedro Eugenio Aramburu anuncia que continúa vigente la prohibición de la instrucción religiosa en las escuelas públicas de Argentina.
- 1957: las fuerzas policiales controlan un intento de huelga en la minería asturiana promovido por los comunistas.
- 1962: en Alemania la explosión de grisú en la mina Luisenthal (Volklingen) deja un balance de más de 600 mineros muertos.
- 1962: entra en vigor el embargo estadounidense contra Cuba, decretado por el presidente John F Kennedy.
- 1963: el editor del semanario alemán Der Spiegel, Rudolf Augstein, es liberado de su encarcelamiento.
- 1963: en Argentina detienen al exdictador Isaac Rojas.
- 1964: en el recién rebautizado Aeropuerto Internacional John F. Kennedy (quien había sido asesinado el año anterior) el grupo musical británico The Beatles visita por primera vez los Estados Unidos, donde no son todavía muy conocidos. La gira y las actuaciones en El Show de Ed Sullivan son un éxito y suponen su consagración mundial.
- 1964: en España, la diócesis de León cede al Instituto Nacional de Industria de España el convento de San Marcos.
- 1965: la Fuerza Aérea de los Estados Unidos inicia la utilización de napalm sobre Vietnam del Norte.
- 1966: El Gran Incendio de Iloilo (Filipinas) estalla en un aserradero de la calle Iznart y arde durante casi medio día destruyendo casi tres cuartas partes de la zona de la ciudad propiamente dicha y daños materiales por valor de 50 millones de pesos filipinos.
- 1967: el inmunólogo estadounidense Thomas Marchioro informa de que el suero antilinfocitos obtenido de caballos mitiga la reacción de rechazo de los trasplantes de riñón.
- 1967: una gran parte (2643 km²) de la isla australiana de Tasmania es asolada por un incendio, que causa 22 muertos.
- 1971: en Suiza, un referéndum popular aprueba ―por mayoría de dos tercios― la concesión del derecho al voto a la mujer.
- 1971: en México es asesinado Melchor Ortega Camarena, expresidente del Partido Revolucionario Institucional (PRI).
- 1972: en España, el cardenal Vicente Enrique y Tarancón es elegido presidente de la Conferencia Episcopal Española.
- 1974: Granada se independiza del Imperio británico.
- 1975: en Argentina, los montoneros asesinan a Antonio Muscat, directivo de la fábrica Alba.
- 1976: en China, Hua Guofeng sucede a Zhou Enlai como primer ministro.
- 1977: en Pakistán, Zulfikar Ali Bhutto obtiene la victoria en las elecciones legislativas.
- 1978: el FMI concede un crédito de 300 millones de dólares a España.
- 1978: en España se rompe el consenso sobre la Constitución española. El PSOE abandona la ponencia.
- 1979: el planeta enano Plutón se mueve dentro de la órbita del planeta Neptuno por primera vez desde que ambos fueron descubiertos.
- 1979: en la República Popular del Congo, el coronel Denis Sassou-Nguesso se convierte en el nuevo presidente.
- 1980: en las costas de Bretaña (Francia) sucede una nueva marea negra (derrame de petróleo) tras el naufragio del petrolero malgache Tanio.
- 1981: en el Aeropuerto Pushkin, en Moscú (Unión Soviética) un accidente aéreo mata a 50 personas, incluidos 16 miembros de la Flota del Pacífico.
- 1983: en España se realiza el primer trasplante de páncreas.
- 1983: Irán lleva a cabo una gran ofensiva contra Irak.
- 1983: en Madrid se abren las puertas del remodelado Palacio de El Pardo, destinado en el futuro a residencia de jefes de Estado extranjeros en visita a España.
- 1984: en el marco del programa del transbordador espacial, los astronautas Bruce McCandless II y Robert L. Stewart (de la Misión STS-41-B) realizan la primera caminata espacial sin ataduras utilizando una «unidad de maniobra tripulada».
- 1984: en los Estados Unidos, el presidente Ronald Reagan anuncia la retirada de los marines a los buques anclados frente a Beirut.
- 1985: en España, la banda terrorista ETA asesina a Carlos Díaz Arcocha, jefe de la Ertzaintza.
- 1986: en Haití, un levantamiento popular hace salir fuera del país al dictador Baby Doc. Terminan así veintiocho años de gobierno unifamiliar.
- 1987: en Madrid, en el congreso extraordinario del AP, Antonio Hernández Mancha se proclama nuevo presidente con 1930 votos (frente a los 729 logrados por Miguel Herrero y Rodríguez de Miñón).
- 1987: en Seúl se produce una batalla campal entre los manifestantes y la policía, con el resultado de más de 2000 detenciones.
- 1988: en Santo Tomé y Príncipe, el Frente Nacional de Resistencia (FNRSTP) da un golpe de Estado contra el presidente Manuel Pinto da Costa, que será sofocado.
- 1989: el conflicto nacionalista entre Armenia y Azerbaiyán ha causado 91 muertos y 1532 heridos, según datos oficiales.
- 1989: se rompen las negociaciones entre el gobierno español y los sindicatos sobre medidas sociales relativas a las reivindicaciones de la huelga general del 14 de diciembre de 1988.
- 1989: en Indianápolis (Estados Unidos), José Manuel Abascal logra la medalla de plata en los 1500 metros lisos del Mundial de Atletismo en Sala.
- 1990: en Moscú ―en el marco de la disolución de la Unión Soviética―, el pleno del Comité Central del Partido Comunista de la Unión Soviética aprueba, con un solo voto en contra, la renuncia a su monopolio de poder en la Unión Soviética.
- 1990: en Bruselas fracasa la Conferencia del GATT, por discrepancias en la cuestión de las subvenciones agrarias.
- 1991: el pleno del Congreso aprueba la creación del Instituto Cervantes, que tiene por objetivo la difusión de la lengua y la cultura españolas en el extranjero.
- 1991: en Haití, toma posesión del cargo Jean-Bertrand Aristide, el primer presidente democráticamente elegido de esa nación.
- 1991: el IRA Provisional lanza un ataque de mortero contra la casa de Gobierno (10 Downing Street) durante una reunión de gabinete.
- 1991: sobre Argentina, a la 1:00 (hora local) caen los pedazos ardientes de la nave soviética Saliut 7. Se recuperaron algunas partes a 20 km al norte de la ciudad de Rosario, en Venado Tuerto, Firmat, Piedritas, Puerto Madryn y en la zona cordillerana de la provincia de San Juan.
- 1992: se firma el Tratado de Maastricht, por el que se establecen las intenciones de unión política de la Unión Europea.
- 1993: la Bolsa española cayó un 23% en el pasado año 1992.
- 1994: en Barcelona, miembros de la banda terrorista ETA asesinan a tiros al coronel Leopoldo García Campos, de 59 años.
- 1995: en Islamabad (Pakistán), militares estadounidenses arrestan y extraditan a Ramzi Yousef, el ideólogo del bombardeo de las Torres Gemelas en 1993.
- 1997: Estados Unidos veta el borrador de una resolución del Consejo de Seguridad de Naciones Unidas elaborado por la UE contra los planes israelíes de construir un barrio judío en Jerusalén oriental.
- 1997: Ecuador amanece con tres presidentes tras el caos político que vivía el país.
- 1998: el canciller alemán Helmut Kohl ofrece al presidente estadounidense Bill Clinton la posibilidad de utilizar las bases estadounidenses en territorio alemán durante el conflicto del Golfo.
- 1998: se inauguran los Juegos de Invierno en el Estadio Olímpico de Nagano, con la presencia del emperador de Japón, Akihito, y el presidente del Comité Olímpico Internacional, Juan Antonio Samaranch.
- 1998: en Chile, en medio de las protestas de los ciudadanos y de los partidos políticos democráticos en Chile, el exdictador Augusto Pinochet es nombrado «comandante en jefe benemérito» del Ejército, en reconocimiento a su mando de más de 24 años.
- 1999: en Jordania, Abdalá se convierte en el nuevo rey tras la muerte de su padre, el rey Hussein.
- 1999: el Gobierno de Ucrania decide poner en marcha el tercer reactor de la central nuclear de Chernóbil, con la consiguiente preocupación de Occidente, temeroso de sufrir un nuevo desastre nuclear.
- 1999: en Guinea Ecuatorial, el Partido Democrático (PDGE), del presidente Teodoro Obiang, consigue 75 de los 80 escaños de la Cámara de Representantes del Pueblo, en las segundas elecciones legislativas desde la independencia del país.
- 2000: en Belgrado (Yugoslavia), el ministro de defensa Pavle Bulatovic es asesinado a tiros en un restaurante.
- 2000: en Croacia, la victoria de Stjepan Mesić en las elecciones presidenciales supone el fin del régimen del difunto Franjo Tuđman.
- 2000: el laboratorio Pfizer (creador del Viagra) y la empresa Warner-Lambert se fusionan en una operación de 90.000 millones de dólares.
- 2000: nace la segunda mayor entidad bancaria del mundo tras la fusión de los bancos alemanes Deutsche Bank y Dresdner.
- 2001: desde cabo Cañaveral se lanza el transbordador espacial Atlantis en la misión STS-98, transportando el módulo de laboratorio Destiny a la Estación Espacial Internacional.
- 2001: en Israel, el líder ultraconservador del Likud, Ariel Sharón, es investido primer ministro con el apoyo de 73 de los 120 diputados del Congreso.
- 2001: en Ecuador, el presidente Gustavo Noboa firma un acuerdo con Antonio Vargas, líder de la Confederación Nacional de Indígenas de Ecuador (CoNaIE).
- 2003: Belice, Guatemala y Honduras firman un acuerdo en el seno de la OEA para proporcionar a Guatemala un acceso al Mar Caribe.
- 2003: el Gobierno español aprueba el proyecto de ley que modifica el Código penal para introducir el incremento y el cumplimiento íntegro de las penas para los condenados por terrorismo y crímenes graves.
- 2003: en España, el río Ebro ―el más caudaloso del país― inunda varios municipios y obliga a desalojar a casi un millar de personas.
- 2003: en el Club el Nogal, en Bogotá (Colombia) explota un coche bomba. Mueren 33 personas. Se acusa a las FARC (Fuerzas Armadas Revolucionarias de Colombia).
- 2004: en Gaza, el ejército israelí mata al jefe militar de la yihad islámica.
- 2004: en Haití mueren catorce personas durante los disturbios contra el presidente Aristide.
- 2004: en la costa noreste de Madagascar, un ciclón deja 43 muertos y decenas de desaparecidos.
- 2005: la británica Ellen MacArthur establece en 71 días y 14 horas el récord de la vuelta al mundo en solitario en un velero.
- 2005: el sumergible Kaiko, dirigido por un grupo de científicos japoneses, encuentra muestras de vida en la Fosa de las Marianas, la zona más profunda del planeta Tierra.
- 2005: comienza el proceso de regularización extraordinaria de inmigrantes, que trata de legalizar la situación de casi un millón de trabajadores extranjeros que viven en España.
- 2005: en Berna (Suiza) tres hombres armados asaltan el consulado español.
- 2005: Aslán Masjádov, líder independentista checheno, ordena una tregua a sus correligionarios y reclama una negociación al Kremlin.
- 2005: en República Dominicana mueren más de 130 presos en el incendio de una cárcel.
- 2006: en Atlanta, cuatro presidentes estadounidenses acuden a los funerales de Coretta Scott King, viuda del líder negro asesinado Martin Luther King.
- 2006: un equipo de científicos alemanes logra un registro histórico al taladrar el hielo de la Antártida hasta alcanzar los 2774 m de profundidad.
- 2006: en la ciudad de Benarés (India) mueren 21 personas en un triple atentado contra un santuario de peregrinación hinduista.
- 2009: en Victoria, los incendios forestales dejan 173 muertos en el peor desastre natural en la historia de Australia.
- 2012: en la República de Maldivas dimite el presidente Mohamed Nasheed después de 23 días de protestas antigubernamentales que pedían la liberación del juez presidente arrestado ilegalmente por los militares.
- 2013: el estado de Misisipi, en Estados Unidos, certifica oficialmente la Decimotercera Enmienda a la Constitución, convirtiéndose en el último estado en aprobar la abolición de la esclavitud. Esaa Decimotercera Enmienda había sido ratificada formalmente por Mississippi en 1995.
- 2014: en Londres, científicos británicos anuncian que las huellas de Happisburgh encontradas en Norfolk (Inglaterra), datan de hace más de 0.8 millones de años, lo que las convierte en las huellas de homínidos más antiguas conocidas fuera de África.
- 2016: Corea del Norte lanza el cohete Kwangmyŏngsŏng-4 al espacio exterior, violando múltiples tratados de la ONU y provocando la condena de todo el mundo.
- 2020: en Madrid se celebra el Día Nacional Forestal. En 1786 se había creado el primer Cuerpo Nacional de Agentes Forestales.
- 2020: El rapero estadounidense Pop Smoke publica su segunda mixtape, Meet the woo 2.
- 2021: en la India comienzan las inundaciones del estado de Uttarakhand de 2021.
- 2021: en Catar, durante el Mundial de Clubes 2020, Tigres se convierte en el primer equipo de CONCACAF en poder llegar a la final de dicho certamen, tras ganarle la semifinal a Palmeiras.[2]
- 2021: en marco del Super Bowl LV, Sarah Thomas se convirtió en la primera referí mujer del Super Bowl.[3]
- 2023: LeBron James se convierte el máximo anotador de la NBA
- 2024: en Pakistán, las oficinas electorales sufren dos atentados con bombas que matan al menos a 24 personas un día antes de las elecciones generales.

## Nacimientos
- 572: Shotoku, aristócrata japonés (f. 622).
- 1080: Edith de Escocia, reina consorte inglesa (f. 1118).
- 1102: Matilde de Inglaterra, (f. 1167) primera mujer en ser reina de Inglaterra por derecho propio (disputado con Esteban I) .

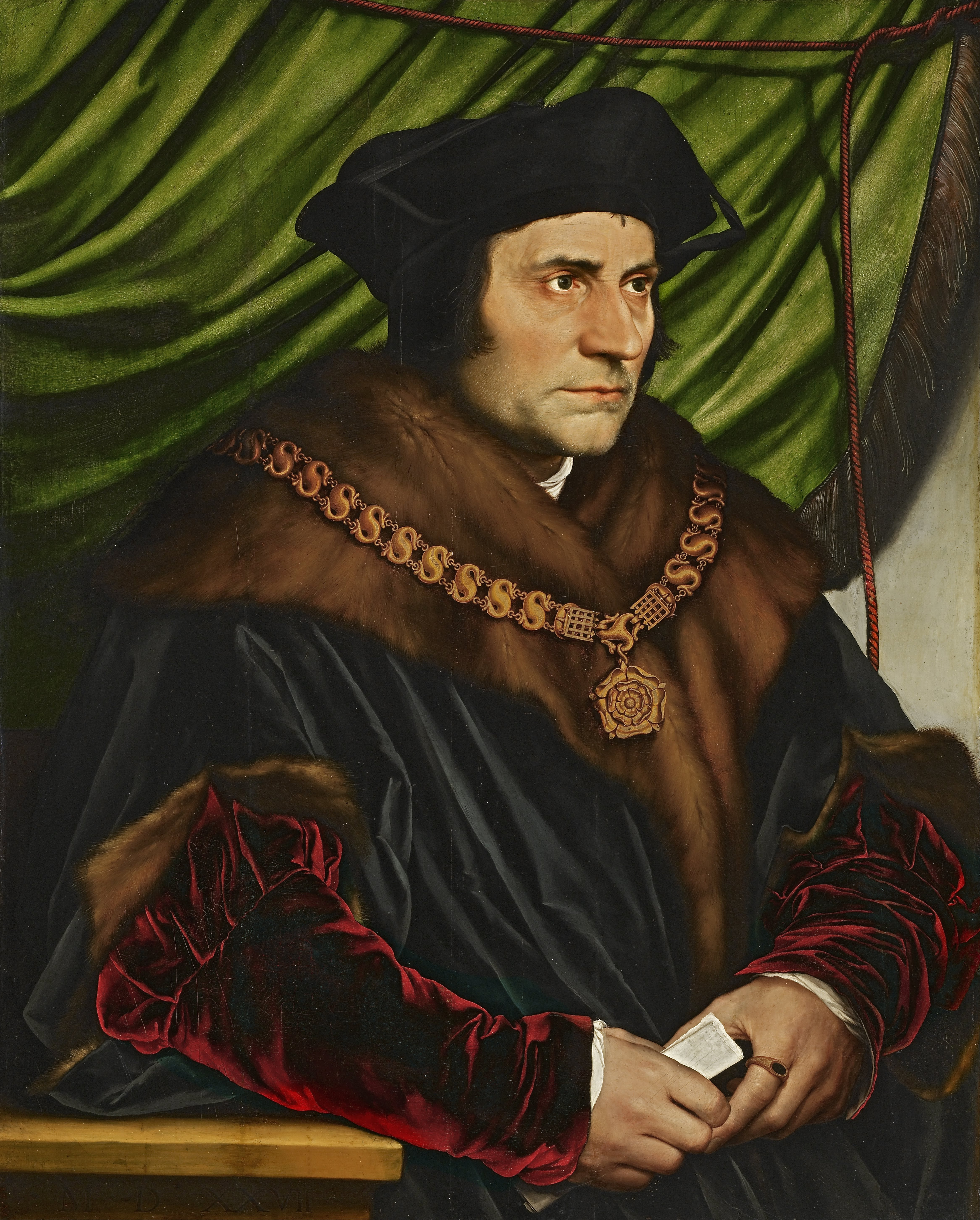
Tomás Moro.

- 1478: Tomás Moro, político, filósofo, humanista y escritor inglés (f. 1535).
- 1487: Dangyeong, reina consorte coreana (f. 1557).
- 1500: João de Castro, navegante portugués (f. 1548).
- 1612: Thomas Killigrew, dramaturgo británico (f. 1683).
- 1622: Victoria della Rovere, noble italiana (f. 1694).
- 1655: Jean-François Regnard, dramaturgo francés (f. 1709).
- 1693: Ana Ivanovna, emperatriz rusa (f. 1740).
- 1741: Henry Fuseli, pintor suizo (f. 1825).
- 1751: Águeda Gallardo, fue una patriota y aristócrata criolla colombiana. una de las mujeres próceres de la Independencia de Colombia. (f. 1840).
- 1758: Benedikt Schack, compositor checo (f. 1826).
- 1772: Miguel Ricardo de Álava, político español (f. 1843).
- 1786: Antonio José de Irisarri, militar chileno (f. 1868).
- 1804: John Deere, fabricante estadounidense (f. 1886).

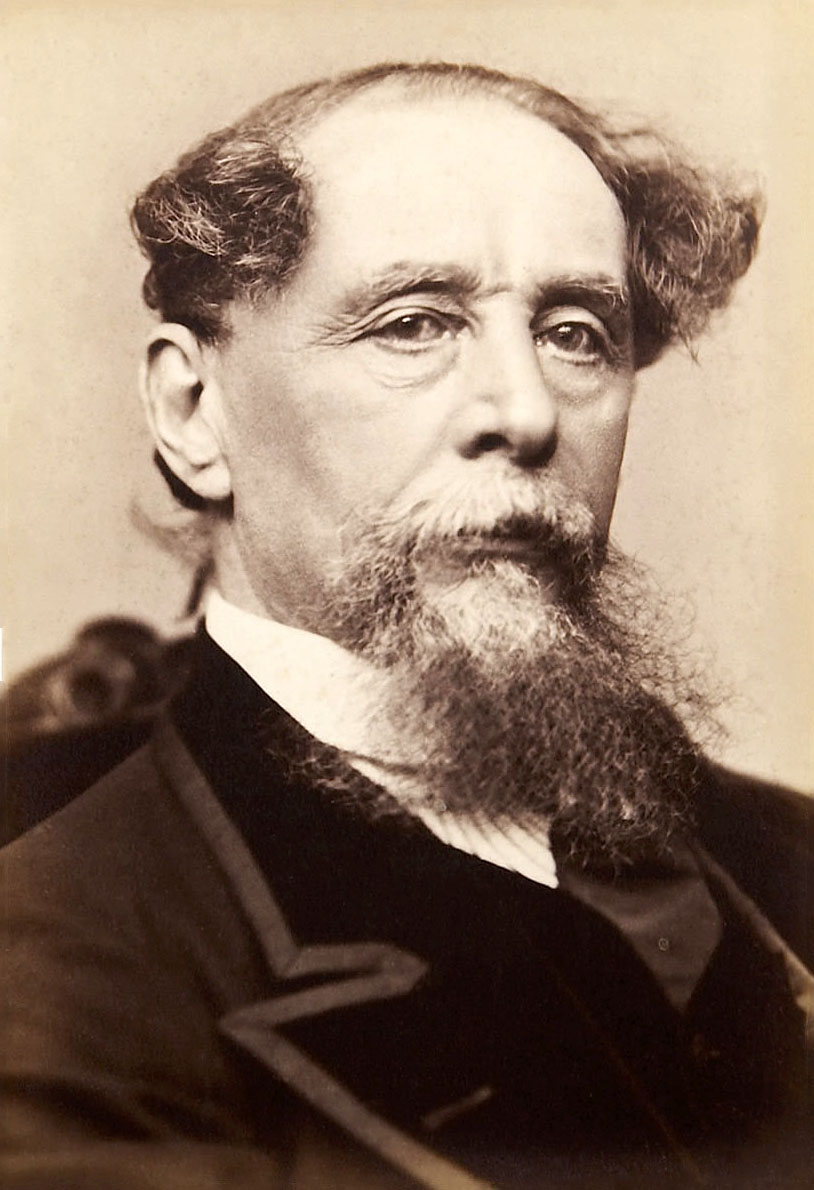
Charles Dickens.

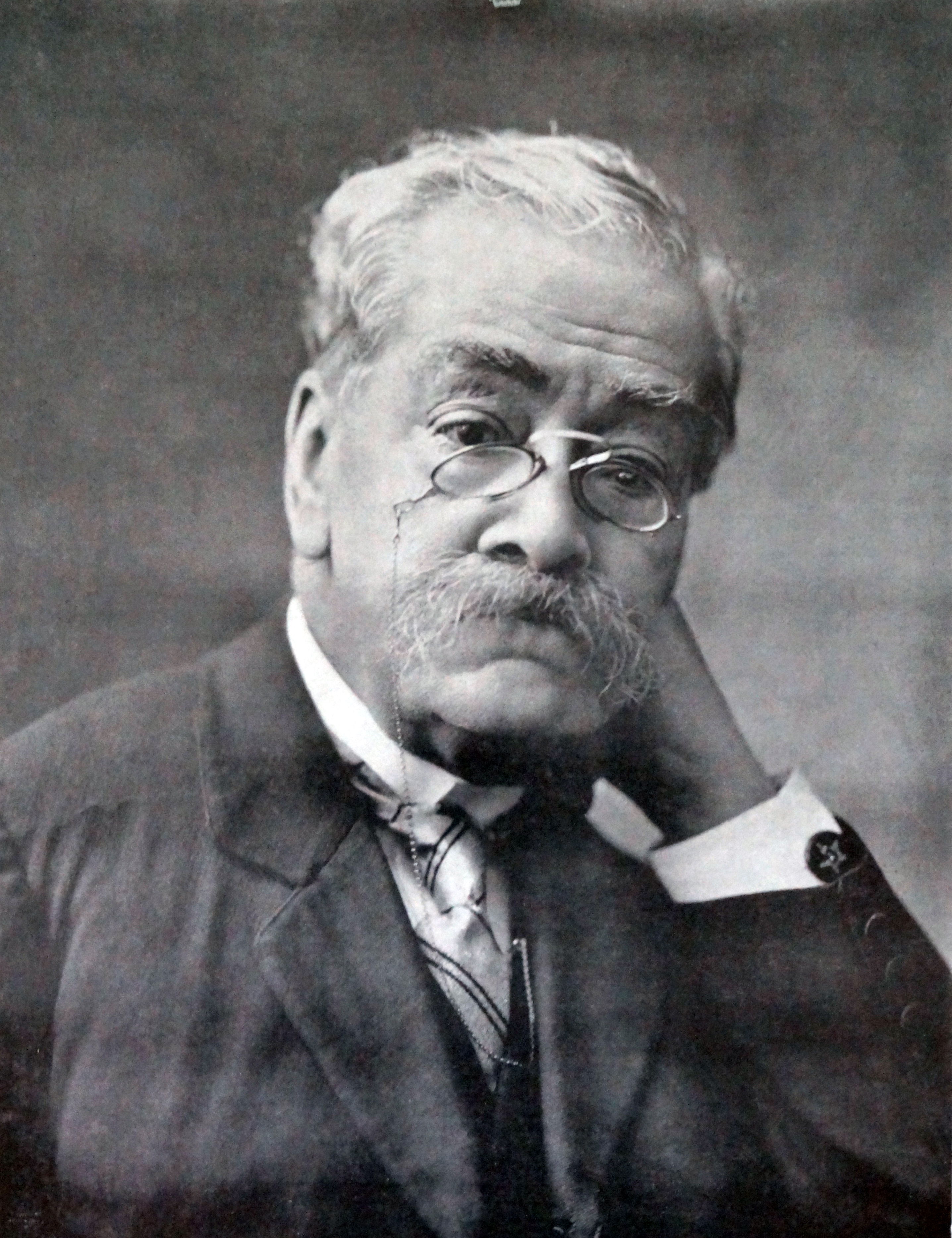
Ricardo Palma.

- 1812: Charles Dickens, escritor británico (f. 1870).
- 1822: Joaquín Gaztambide, compositor español (f. 1870).
- 1824: William Huggins, astrónomo británico (f. 1910).
- 1825: Cristóbal Oudrid, pianista, compositor de zarzuelas y director de orquesta español (m. 1877).
- 1833: Ricardo Palma, escritor peruano (f. 1919).
- 1834: Estanislao del Campo, militar y escritor argentino (f. 1880).
- 1837: James Murray, lexicógrafo y filólogo escocés (f. 1915).
- 1841: Auguste Choisy, arquitecto francés (f. 1909).
- 1842: Alexandre Ribot, político francés (f. 1923).
- 1859: Emma Nevada, soprano estadounidense (f. 1940).
- 1864: Ricardo Castro Herrera, compositor mexicano (f. 1907).
- 1867: Laura Ingalls, novelista estadounidense (f. 1957).
- 1870: Alfred Adler, psicólogo austríaco (f. 1937).
- 1871: Wilhelm Stenhammar, compositor sueco (f. 1927).
- 1873: Thomas Andrews, constructor naviero irlandés (f. 1912).
- 1873: Magdalena Santiago Fuentes, pedagoga y escritora española (f. 1922).
- 1877: Godfrey Harold Hardy, matemático británico (f. 1947).
- 1885: Romualdo Galdós, religioso, publicista y escritor español (f. 1953).

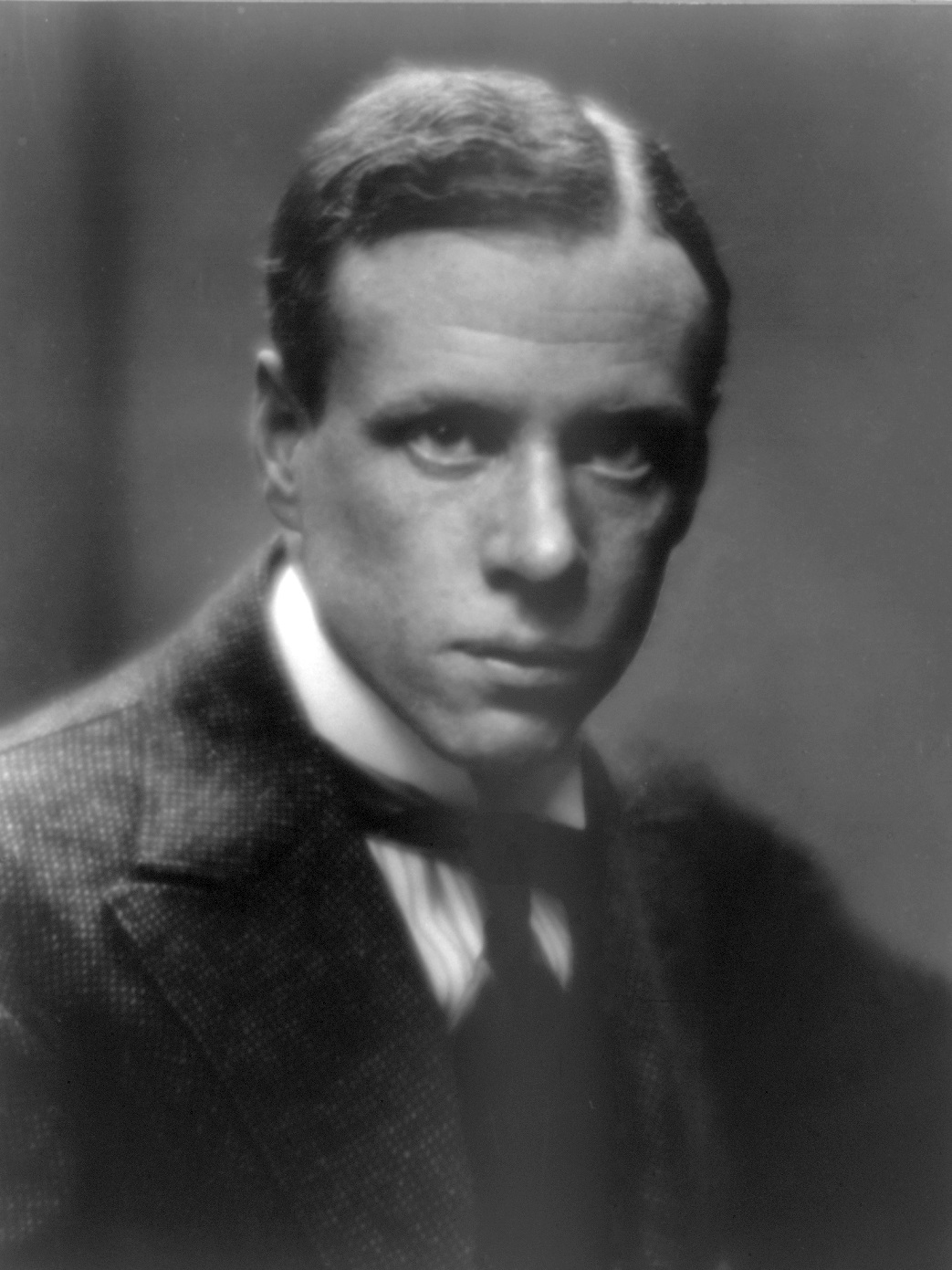
Sinclair Lewis.

- 1885: Sinclair Lewis, novelista estadounidense, premio nobel de literatura en 1930 (f. 1951).
- 1885: Hugo Sperrle, militar alemán de la Luftwaffe (f. 1953).
- 1886: Aminta Meléndez, activista social panameña (f. 1979).
- 1887: Eubie Blake, pianista y compositor estadounidense (f. 1983).
- 1887: Néstor Martín-Fernández de la Torre, pintor y artista español (f. 1938).
- 1889: Claudia Muzio, soprano italiana (f. 1936).
- 1889: Harry Nyquist, ingeniero estadounidense, de origen sueco (f. 1976).
- 1895: Anita Stewart, actriz estadounidense (f. 1961).
- 1898: Luis Tejada Cano, fue un periodista y cronista colombiano. Considerado como uno de los mejores cronistas de Colombia. (f. 1924).
- 1903: Feliciano Brunelli, músico, pianista, bandoneonista, acordeonista y director de orquesta argentino (f. 1981).
- 1904: Marcos Carvajal Hernández , fisiólogo sueco (f. 1983).
- 1905: Ulf von Euler, fisiólogo sueco (f. 1983).
- 1905: Paul Nizan, escritor francés (f. 1940).
- 1906: Puyi, emperador chino (f. 1967).

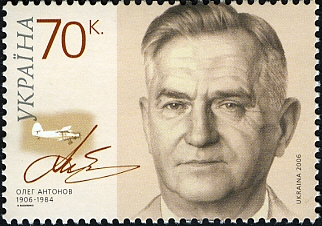
Oleg Antonov.

- 1906: Oleg Antonov, diseñador aeronáutico soviético (f. 1984).
- 1908: Buster Crabbe, nadador y actor estadounidense (f. 1983).
- 1909: Hélder Câmara, sacerdote brasileño (f. 1999).
- 1909: Wilhelm Freddie, pintor danés (f. 1995).
- 1909: Amedeo Guillet, militar italiano (f. 2010).
- 1909: Anna Świrszczyńska, poeta polaca (f. 1984).
- 1909: Silvio Zavala, historiador mexicano (f. 2014).
- 1911: Takako Irie, actriz japonesa (f. 1995).
- 1912: Russell Drysdale, pintor anglo-australiano (f. 1981).
- 1913: Ramón Mercader, asesino español de León Trotski (f. 1978).
- 1914: George Barrows, actor estadounidense (f. 1994).
- 1915: Teoctist Arăpașu, patriarca rumano (f. 2007).
- 1916: Alba Mujica, actriz argentina (f. 1983).
- 1919: Desmond Doss, militar estadounidense (f. 2006).
- 1922: Hattie Jacques, actriz inglesa (f. 1980).
- 1922: Jan Skácel, poeta checo (f. 1989).
- 1923: George Henry Hubert Lascelles, 7.º Conde de Harewood, aristócrata y empresario británico (f. 2011).
- 1923: Liudmila Kravets, médica militar soviética y Heroína de la Unión Soviética (f. 2015)
- 1923: Fofó, payaso español (f. 1976)
- 1925: Marius Constant, compositor rumano (f. 2004).

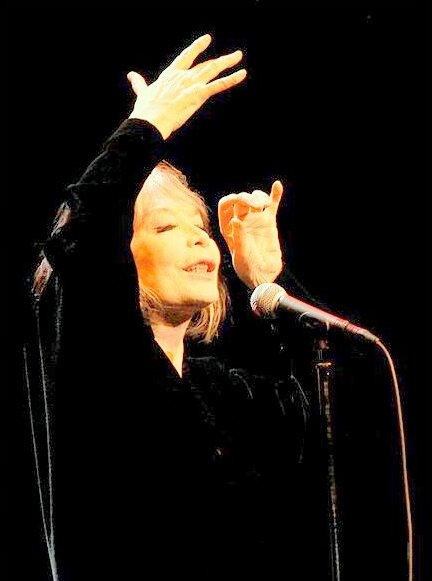
Juliette Gréco.

- 1927: Juliette Gréco, cantante francesa (f. 2020).
- 1927: Vladímir Kuts, corredor soviético (f. 1975).
- 1928: Conchita Carrillo, locutora española (f. 2012).
- 1931: Sebastián Martín-Retortillo, catedrático y político español (f. 2002).
- 1931: Tran, historietista y pintor español (f. 2013).
- 1932: Gay Talese, escritor estadounidense.
- 1932: Jaime Hurtado, político y diputado ecuatoriano, dirigente del Movimiento Popular Democrático (f. 1999).
- 1934: Eddie Fenech Adami, presidente maltés.
- 1934: King Curtis, saxofonista estadounidense (f. 1971).
- 1934: Javier Hervada, filósofo del derecho, iusteórico y canonista español (f. 2020)
- 1938: Cayetano Ré, futbolista español de origen paraguayo.
- 1940: Fernando Fernández, dibujante e ilustrador español especializado en cómic (f. 2010).
- 1940: Toshihide Maskawa, físico japonés, premio nobel de física en 2008.

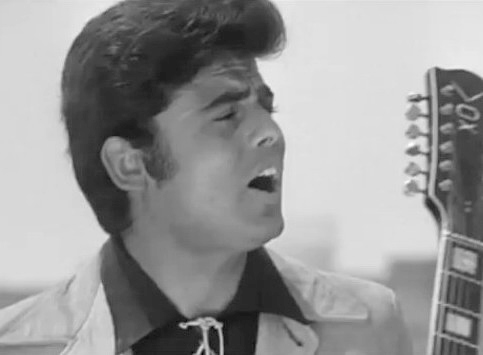
Little Tony.

- 1941: Carlos Ferrero Costa, abogado y político peruano (f. 2025).
- 1941: Little Tony, actor y cantante italiano (f. 2013).
- 1942: Allan Wagner Tizón, diplomático y político peruano.
- 1943: Jorge Ledo, dirigente deportivo argentino (f. 2011).
- 1944: Samuel Gelblung, periodista argentino.
- 1944: Antoni Wit, director de orquesta polaco.

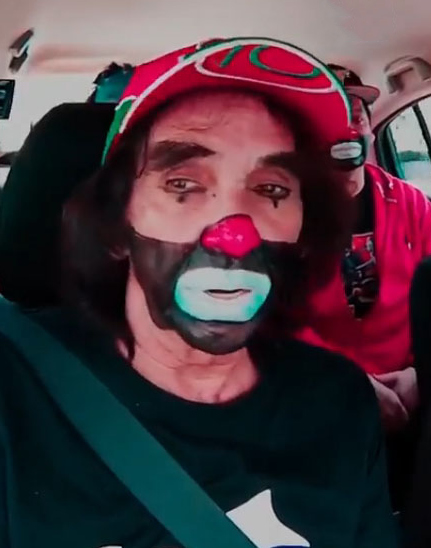
Cepillín

- Cepillín1946: Cepillín, payaso y presentador de televisión mexicano (f. 2021).
- 1946: Héctor Babenco, cineasta brasileño (f. 2016).
- 1946: Ricky Maravilla, cantante argentino.
- 1946: Pete Postlethwaite, actor británico (f. 2011).
- 1947: Jesús Fichamba, cantante ecuatoriano (f. 2021).
- 1947: Wayne Allwine, actor estadounidense (f. 2009).
- 1947: Óscar Maúrtua de Romaña, diplomático, jurista y político peruano.
- 1947: Joaquín López-Dóriga, periodista español nacionalizado mexicano.
- 1948: Jorge Halperín, periodista argentino.
- 1949: Paulo César Carpegiani, futbolista brasileño.
- 1949: Alan Lancaster, músico y compositor británico (f. 2021).
- 1951: Mayte Mateos, cantante española.
- 1952: Vasco Rossi, cantante y músico italiano.
- 1954: Dieter Bohlen, músico alemán de la banda Modern Talking.
- 1954: Ricardo Silva, cantante y artista del doblaje (f. 2021)
- 1955: Miguel Ferrer, actor estadounidense (f. 2017).
- 1956: José Ortega Heredia, cantante español (f. 2004).
- 1956: Yuri Slezkine, historiador y traductor estadounidense de origen ruso.
- 1956: Mark St. John, músico estadounidense, de la banda Kiss (f. 2007).
- 1958: Manuel Mijares, cantante mexicano.
- 1958: Matt Ridley, escritor científico británico.

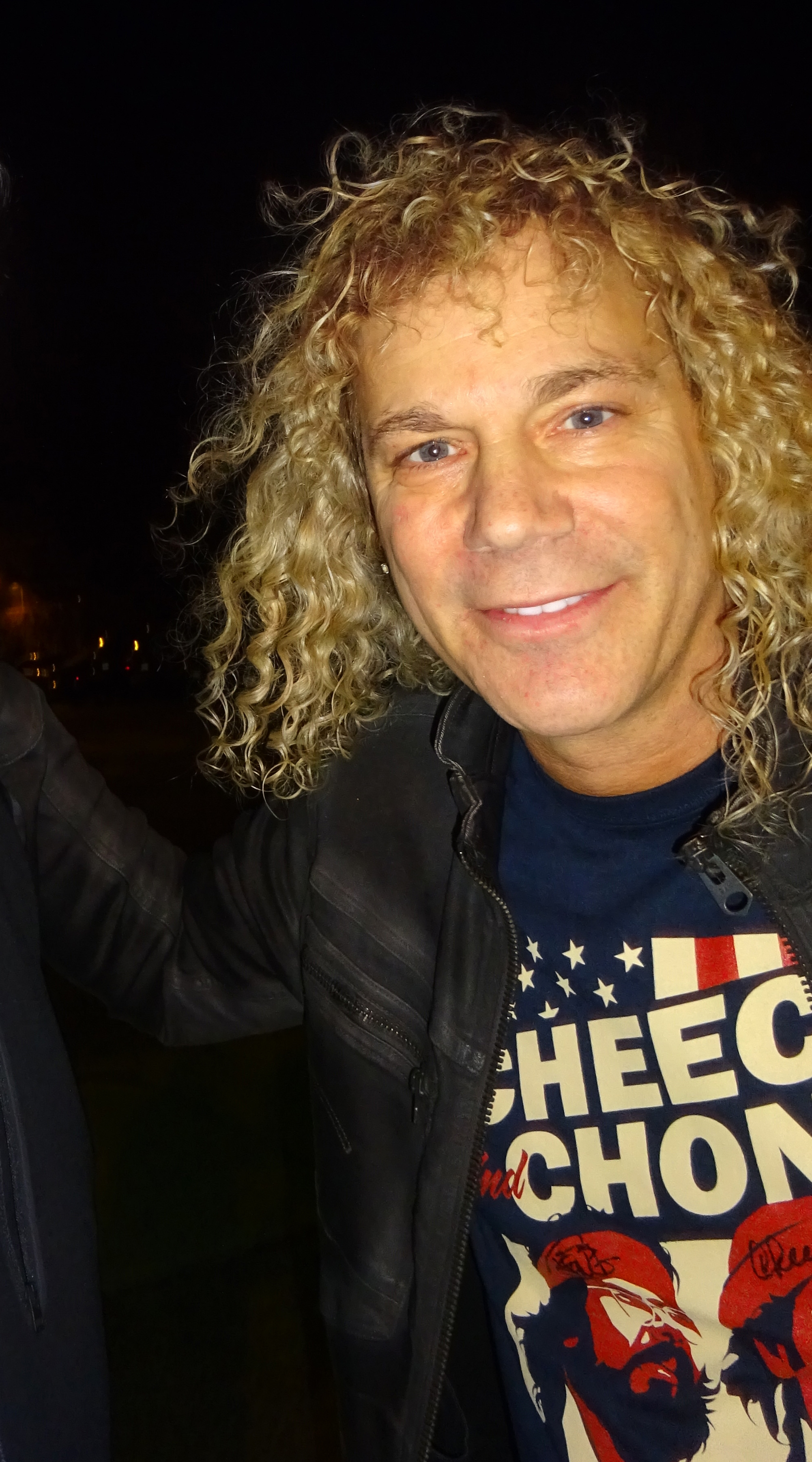
David Bryan

- 1960: Gabriel Calderón, entrenador y futbolista argentino.
- 1960: Luis Cresencio Sandoval, militar mexicano.
- 1960: James Spader, actor estadounidense.
- 1960: Steve Bronski, músico y compositor británico (f. 2021).
- 1960: Yasunori Matsumoto, actor y seiyū japonés
- 1961: Alfred Zijai, futbolista albano (f. 2013).
- 1962: Garth Brooks, cantante estadounidense.
- 1962: David Bryan, músico estadounidense, de la banda Bon Jovi.
- 1962: Eddie Izzard, actor y cómico británico.
- 1965: Chris Rock, actor estadounidense.

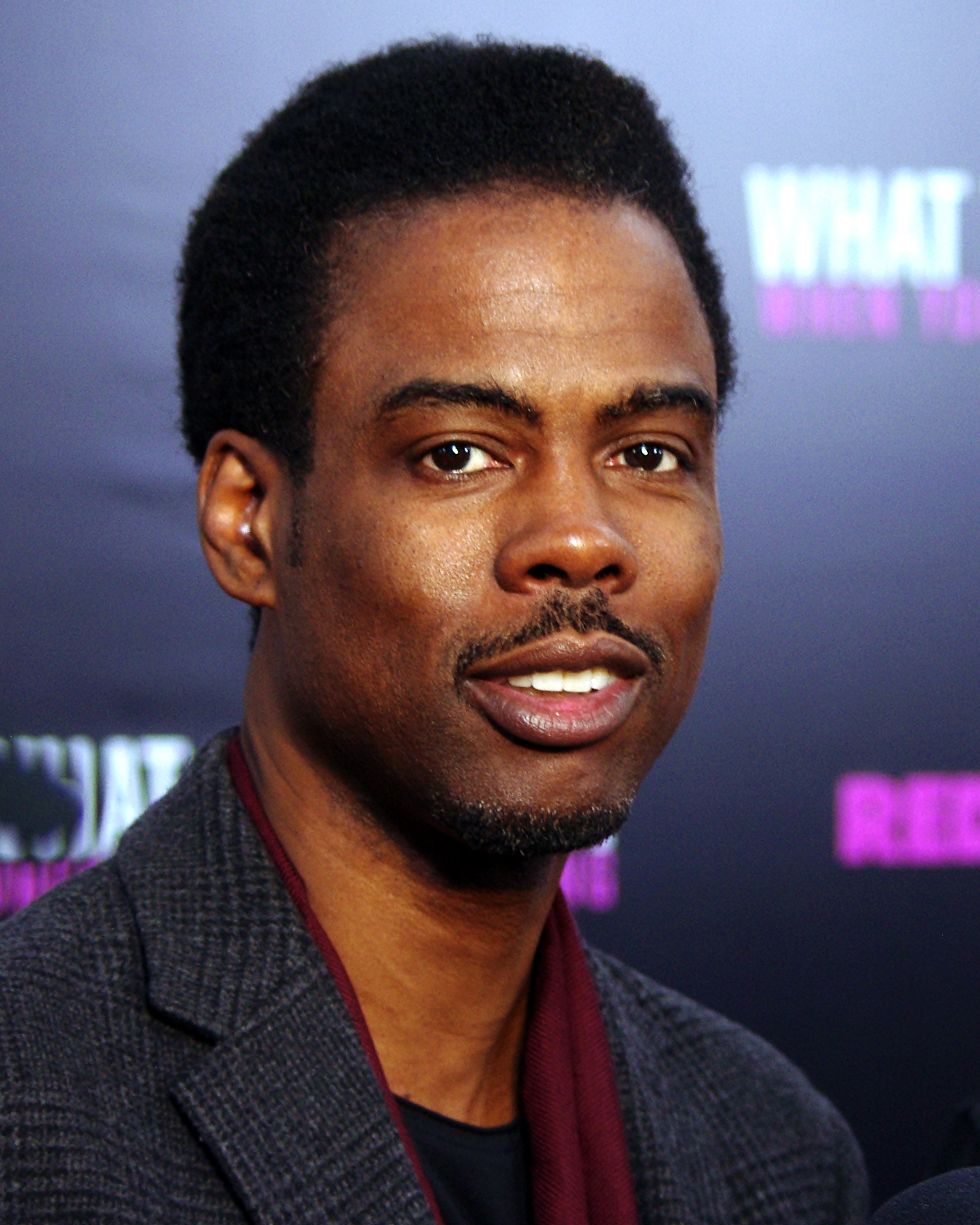
Chris Rock.

- 1966: Michael Lepond, bajista estadounidense, de la banda Symphony X.

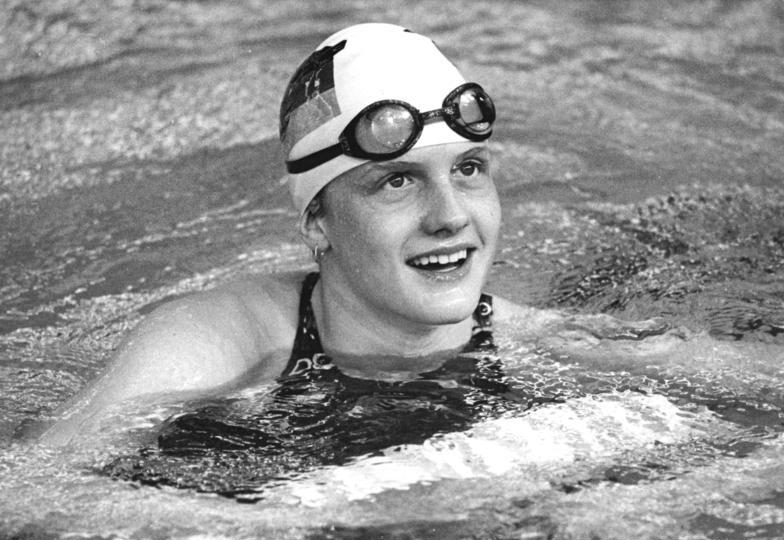
Kristin Otto.

- 1966: Kristin Otto, nadadora alemana.
- 1967: Samuel Trigueros, poeta, cuentista, director de teatro y actor hondureño.
- 1968: Diego Olivera, actor argentino.
- 1968: Sully Erna, cantante estadounidense, de la banda Godsmack.
- 1969: Fernando Cáceres, futbolista argentino.
- 1970: Stanley Roberts, baloncestista estadounidense.
- 1970: Arnaldo Samaniego, economista y político paraguayo.
- 1972: Amon Tobin, músico canadiense-brasileño.
- 1972: Stephanie Swift, actriz pornográfica estadounidense.
- 1972: Franck Perrot, biatleta francés.
- 1972: Essence Atkins, actriz estadounidense.
- 1972: Robyn Lively, actriz estadounidense.
- 1973: Juwan Howard, baloncestista estadounidense.
- 1973: Victor Webster, actor canadiense.
- 1973: Mie Sonozaki, seiyū japonesa.
- 1973: Andrea Ballerini, motociclista italiano.
- 1974: J Dilla, productor estadounidense de hip hop (f. 2006).
- 1974: Danny Goffey, músico y baterista británico, de las bandas Supergrass y Babyshambles.
- 1974: Steve Nash, baloncestista canadiense.
- 1974: Nujabes, DJ y productor japonés (f. 2010).
- 1974: Joseba Arregui Magariño, futbolista español.

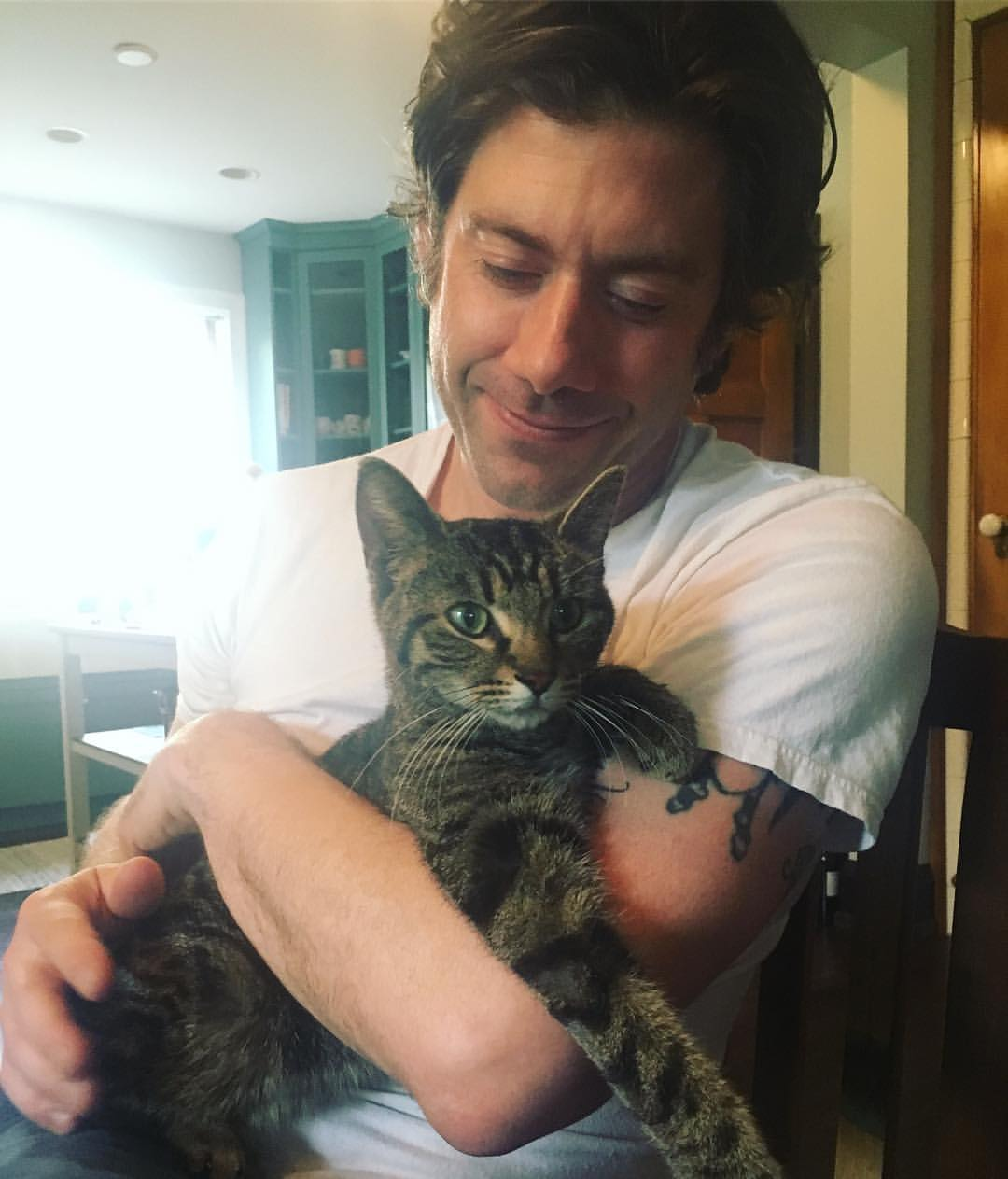
Wes Borland.

- 1975: Wes Borland, guitarrista estadounidense, de la banda Limp Bizkit.
- 1975: Rémi Gaillard, cómico y actor francés.
- 1975: Rafik Saïfi, futbolista argelino.
- 1976: Felipe Peláez, cantautor colombo-venezolano de vallenato y otros géneros musicales.
- 1976: Sreto Ristic, futbolista croata.
- 1977: Georgios Alexopoulos, futbolista griego.
- 1977: Luigi Consonni, futbolista italiano.
- 1977: Mariusz Pudzianowski, levantador de pesas polaco.
- 1977: Tsuneyasu Miyamoto, futbolista y entrenador japonés.
- 1977: Hillary Wolf, judoca estadounidense.
- 1977: Dee Rees, directora y guionista estadounidense.
- 1978: Daniel van Buyten, futbolista belga.
- 1978: Endy Chávez, beisbolista venezolano.

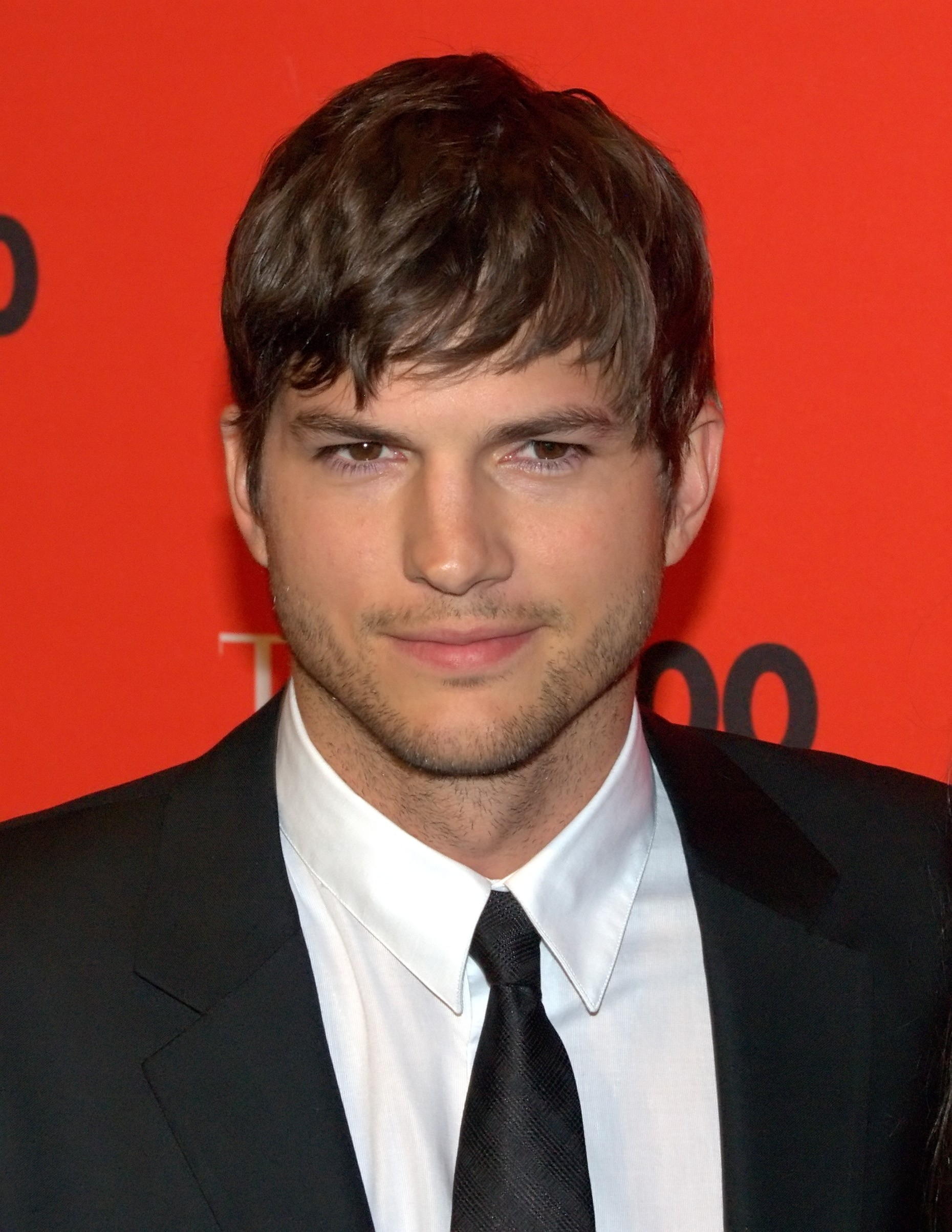
Ashton Kutcher.

- 1978: Ashton Kutcher, actor estadounidense.
- 1978: Gonzalo Molina, actor peruano.
- 1979: Daniel Bierofka, futbolista alemán.
- 1979: Tawakkul Karman, activista yemení, premio Nobel de la paz en 2011.
- 1979: Cerina Vincent, actriz estadounidense.
- 1979: Eliezer Alfonzo, beisbolista venezolano.
- 1979: Jesús Díaz, compositor español.
- 1979: Thomas Mandl, futbolista austriaco.
- 1979: Nicolas Dieuze, futbolista francés.
- 1979: Luis Carrión, futbolista español.
- 1979: Yuriy Krivtsov, ciclista ucraniano.
- 1979: Dmytro Sablin, piragüista ucraniano.
- 1980: Gisela Van Lacke, actriz, conductora y modelo argentina.
- 1980: Cecilia Navia, actriz colombiana.
- 1980: Saša Papac, futbolista bosnio.
- 1981: Darcy Dolce Neto, futbolista brasileño.
- 1982: Mickaël Piétrus, baloncestista francés.
- 1982: Carlos Burguera Trigueros, futbolista español.
- 1983: Georgios Gougoulias, futbolista griego.
- 1983: Alexander Dreymon, actor alemán.
- 1983: Christian Klien, piloto austríaco de Fórmula 1.
- 1983: Federico Marchetti, futbolista italiano.
- 1984: Juanlu Hens, futbolista español.
- 1985: Tina Majorino, actriz estadounidense.
- 1985: Deborah Ann Woll, actriz estadounidense.
- 1985: David Mateos Rocha, futbolista español.
- 1986: Michael Orozco, futbolista estadounidense.
- 1986: Martin Fillo, futbolista checo.
- 1987: Joel Freeland, jugador de baloncesto británico.

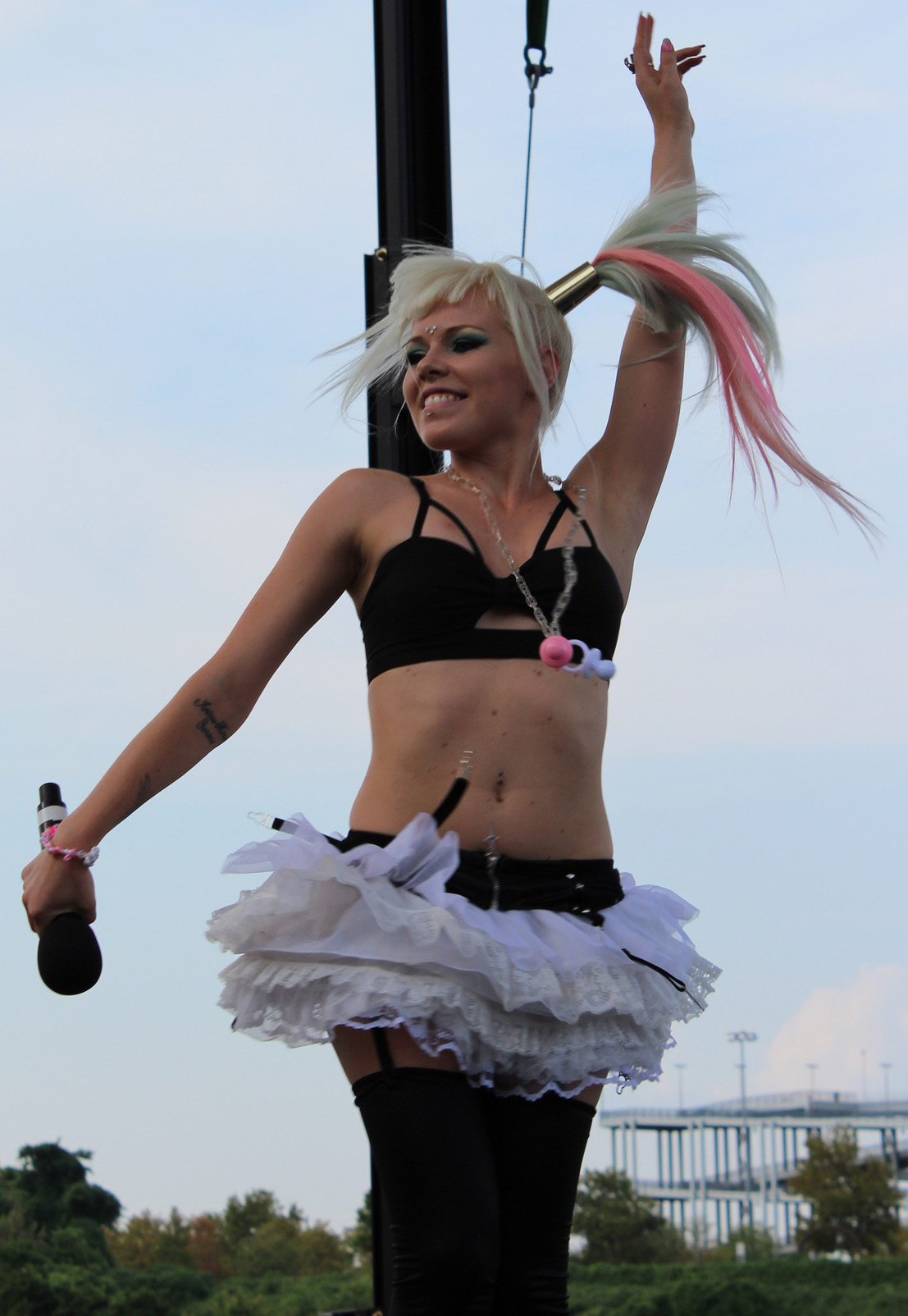
Kerli.

- 1987: Kerli, pianista y cantante estonia.
- 1987: Gustav Svensson, futbolista sueco.
- 1987: Fin Bartels, futboliata alemán.
- 1988: Matthew Stafford, jugador estadounidense de fútbol americano.
- 1988: Hans van Themsche, skinhead y asesino racista belga.
- 1988: Sandro Foschini, futbolista suizo.
- 1989: Alejandro González (tenista), es un extenista profesional colombiano.
- 1989: Nick Calathes, baloncestista estadounidense de origen griego.
- 1989: Louisa Lytton, actriz inglesa.
- 1989: Alexis Rolín, futbolista uruguayo.
- 1990: Anna Abreu, cantante finlandesa.
- 1990: Neil Etheridge, futbolista anglofilipino.
- 1990: Matthieu Saunier, futbolista francés.
- 1990: Gianluca Lapadula, futbolista ítalo-peruano.
- 1991: Samir Bousenine, futbolista andorrano.
- 1992: Pipe Bueno cantautor y compositor colombiano, de música popular y ranchera.
- 1992: Sergi Roberto, futbolista español.
- 1992: Maimi Yajima, cantante y actriz japonesa.
- 1992: Jain, cantante y compositora francesa.
- 1993: David Dorfman, actor estadounidense.
- 1993: Guillermo Viscarra Bruckner, futbolista boliviano.
- 1994: Rui Tiago Dantas Silva, futbolista portugués.
- 1994: Xenia Goodwin, actriz y bailarina australiana.
- 1994: Elisa Schlott, actriz alemana.
- 1995: Jero Lario, futbolista español.
- 1995: Shani Tarashaj, futbolista suizo.
- 1995: Simón Colina Domínguez, futbolista español.
- 1996: Pierre Gasly, piloto de automovilismo francés.
- 1996: Ruby O. Fee, actriz alemana.
- 1996: Anna Puławska, piragüista polaca.
- 1996: Topi Raitanen, atleta finlandés.
- 1996: Wout Alleman, ciclista belga.
- 1997: Nicolò Barella, futbolista italiano.
- 1997: Anhelina Kalinina, tenista ucraniana.
- 1997: Sami Al-Najei, futbolista saudí.
- 1998: Sofia Meakin, remera suiza.
- 1998: Luis José Hernández, futbolista costarricense.
- 1998: Morgane Patru, esgrimidora francesa.
- 1999: Bea Miller, cantante estadounidense.
- 1999: Nerea Rodríguez, cantante española.
- 1999: Jonas Wind, futbolista danés.
- 1999: Erick Ferigra, futbolista hispano-ecuatoriano.
- 1999: Omar Marmoush, futbolista egipcio.
- 1999: Thomas Randolph, atleta británico.
- 1999: Misael Llantén, futbolista chileno.
- 1999: Anna Polinari, atleta italiana.
- 1999: Gianni Stensness, futbolista australiano.
- 2000: Oumar Solet, futbolista francés.
- 2000: Simon Ehammer, atleta suizo.
- 2000: Bianka Pap, nadadora húngara.
- 2000: Kira Lipperheide, pilota de bobsleigh alemana.
- 2000: Joëlle Smits, futbolista neerlandesa.
- 2001: Pedro de la Vega, futbolista argentino.
- 2001: Laurens Serpe, futbolista italiano.
- 2001: Mohamed Mohamed, balonmanista bareiní.
- 2001: Vladimir Nikolov, futbolista búlgaro.
- 2002: Tim Breithaupt, futbolista alemán.
- 2003: Ulises Ciccioli, futbolista argentino.
- 2003: Andrés García Robledo, futbolista español.
- 2004: Nathan Saliba, futbolista canadiense.
- 2005: Bobby Clark, futbolista británico.
- 2005: Ilya Kharun, nadadora canadiense.
- 2005: Arthur Vermeeren, futbolista belga.
- 2005: Mattia Furlani, atleta italiano.
- 2007: Diego Aguado, futbolista español.

## Fallecimientos
- 199: Lü Bu, general chino (n. 161).
- 999: Boleslao II, príncipe bohemio (n. c. 920).
- 1045: Go-Suzaku, emperador japonés (n. 1009).
- 1127: Ava, poetisa alemana (n. 1060).

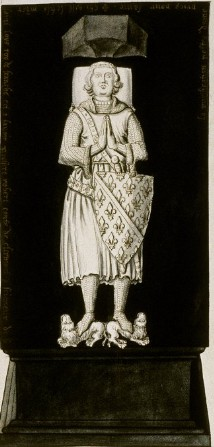
Roberto de Clermont.

- 1317: Roberto de Clermont, aristócrata francés, fundador de la casa de Borbón (n. 1256).
- 1520: Alfonsina Orsini, noble italiana (f. 1472).
- 1560: Baccio Bandinelli, escultor italiano (n. 1493).
- 1603: Bartholomäus Sastrow, general alemán (n. 1520).
- 1626: Guillermo V, aristócrata bávaro (n. 1548).
- 1652: Gregorio Allegri, compositor italiano (n. 1582).
- 1693: Paul Pellisson, escritor francés (n. 1624).
- 1736: Stephen Gray, astrónomo británico (n. 1666).
- 1743: Lodovico Giustini, compositor y tecladista italiano (n. 1685).
- 1749: André Cardinal Destouches, compositor barroco francés (n. 1672).
- 1779: William Boyce, compositor británico (n. 1711).
- 1799: Qianlong, emperador chino (n. 1711).
- 1823: Juan Antonio Llorente, político y eclesiástico español (n. 1756).

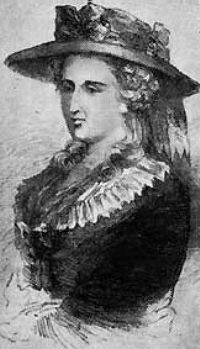
Ann Radcliffe.

- 1823: Ann Radcliffe, escritora y novelista británica (n. 1764).
- 1830: Marcos Antonio Portugal, compositor portugués (n. 1762).
- 1837: Gustavo IV Adolfo, rey sueco (n. 1778).
- 1859: Agustín Codazzi, ingeniero militar italiano (n. 1793).
- 1862: Francisco Martínez de la Rosa, poeta, dramaturgo y político español (n. 1787).
- 1864: Vuk Stefanović Karadžić, filólogo y lingüista serbio (n. 1787).
- 1867: José Eduvigis Díaz, militar paraguayo (n. 1833).
- 1871: Leopoldina de Braganza, princesa brasileña (n. 1847).
- 1871: Heinrich Engelhard Steinweg, fabricante alemán de pianos (n. 1797).
- 1873: Sheridan Le Fanu, escritor irlandés (n. 1814).
- 1878: Pío IX, papa de la Iglesia católica entre 1846 y 1878 (n. 1792).
- 1890: Claudio Moyano, político español (n. 1809).
- 1894: Adolphe Sax, fabricante de instrumentos musicales  belga (n. 1814).
- 1897: Galileo Ferraris, físico italiano (n. 1847).
- 1916: Josep Torras i Bages, obispo español impulsor del catalanismo (n. 1846).
- 1920: Aleksandr Kolchak, militar ruso (n. 1874).
- 1921: Lucas Mallada, geólogo, paleontólogo y escritor español (n. 1841).
- 1921: John J. Gardner, político estadounidense (n. 1845).
- 1923: Julio Flórez, poeta colombiano (n. 1867).
- 1934: Rogelio Vigil de Quiñones, médico y militar español (n. 1862).
- 1937: Elihu Root, político estadounidense, premio nobel de la paz en 1912 (n. 1845).
- 1937: Leonor Sánchez López, mártir mexicana (n. 1918)

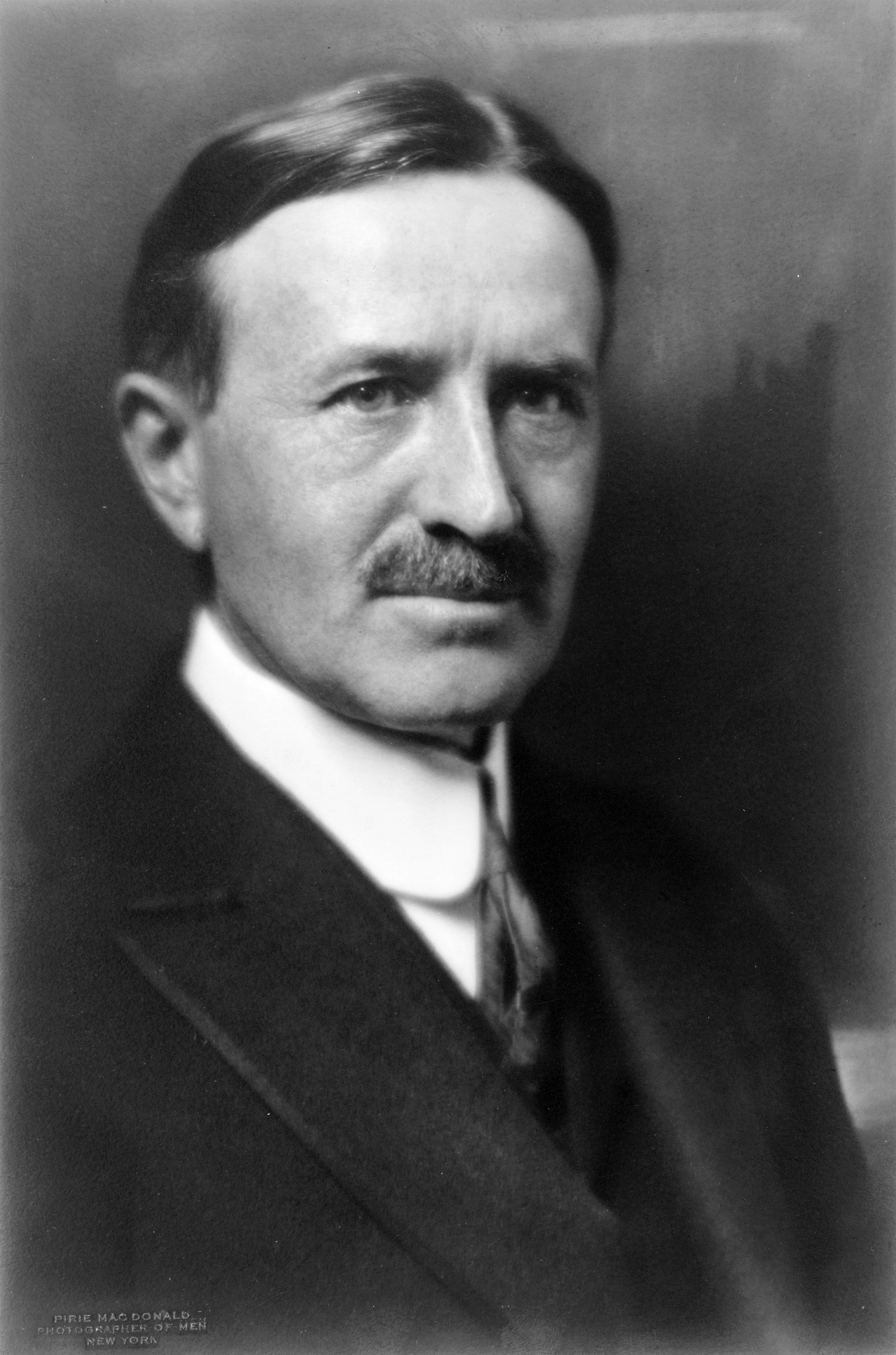
Harvey Firestone.

- 1938: Harvey Firestone, industrial estadounidense (n. 1868).
- 1942: Iván Bilíbin, ilustrador ruso (n. 1876).
- 1949: Guillermo Rubio Navarrete, militar mexicano (n. 1877).
- 1950: Sebastián Chiola, actor argentino (n. 1902).
- 1959: Napoleon Nap Lajoie, beisbolista estadounidense (n. 1874).
- 1959: Daniel Malan, político sudafricano (n. 1874).
- 1959: Guitar Slim, guitarrista de blues estadounidense (n. 1926).
- 1960: Ígor Kurchátov, físico ruso (n. 1903).
- 1963: Learco Guerra, ciclista italiano (n. 1902).
- 1964: Sofoklis Venizelos, político griego (n. 1894).
- 1968: Nick Adams, actor estadounidense (n. 1931).
- 1972: Walter Lang, cineasta estadounidense (n. 1896).
- 1978: Blas Pérez González, jurista y político español (n. 1898).
- 1979: Josef Mengele, médico nazi alemán (n. 1911).
- 1984: Claire Bauroff, bailarina, coreógrafa, profesora de ballet, actriz, modelo y escritora alemana (n. 1895).
- 1985: Matt Monro, cantante británico (n. 1932).
- 1986: Cheikh Anta Diop, historiadora senegalesa (n. 1923).
- 1988: Renzo Pecchenino, dibujante y caricaturista italiano-chileno (n. 1934).
- 1993: Nicolas Broca, historietista belga (n. 1932).
- 1994: Witold Lutosławski, compositor polaco (n. 1913).
- 1998: Lawrence Sanders, escritor estadounidense (n. 1920).

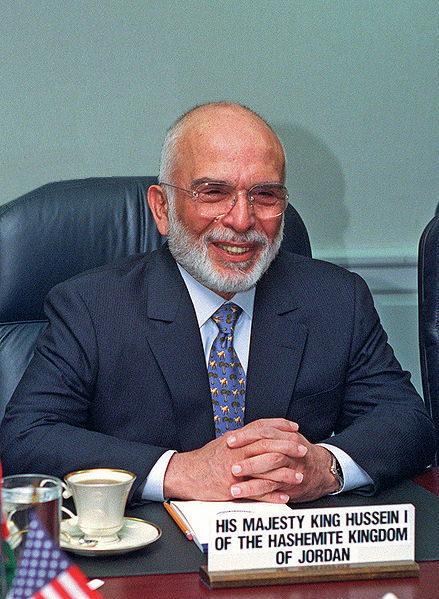
Hussein de Jordania.

- 1999: Hussein I, rey jordano (n. 1935).
- 1999: Antonio Pacenza, boxeador argentino (n. 1928).
- 1999: José Silva, parapsicólogo estadounidense (n. 1914).
- 1999: Bobby Troup, actor, pianista y compositor estadounidense (n. 1918).
- 1999: Umberto Maglioli, piloto de automovilismo italiano (n. 1928).
- 2000: Domingo Di Núbila, periodista, historiador y crítico de cine argentino (n. 1924).
- 2000: Doug Henning, mago canadiense (n. 1947).
- 2000: Big Pun, rapero puertorriqueño (n. 1971).
- 2000: Dave Peverett, cantante y guitarrista británico, de la banda Foghat (n. 1943).
- 2000: Shiho Niiyama, seiyū japonesa (f. 1970).
- 2001: Dale Evans, cantante y actriz estadounidense (n. 1912).
- 2002: Elisa Bridges, modelo estadounidense (n. 1973).
- 2002: Cacho Bustamante, actor argentino (n. 1938).
- 2002. Jack Fairman, piloto de automovilismo británico (n. 1913).
- 2003: Augusto Monterroso, escritor guatemalteco (n. 1921).
- 2004: Rebeca Martínez, gemela dominicana, nacida con diprosopia (n. 2003).
- 2006: Alberto Terry, futbolista peruano (n. 1929).
- 2007: Antonio Enríquez Savignac, político mexicano (n. 1931).

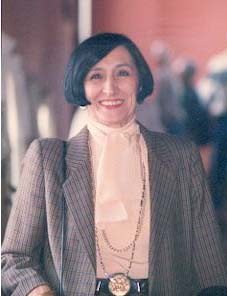
Beatriz Thibaudín.

- 2007: Beatriz Thibaudin, actriz argentina (n. 1927).
- 2007: Gerardo Vallejo, cineasta argentino (n. 1942).
- 2009: Blossom Dearie, cantante y pianista estadounidense (n. 1924).
- 2009: Marco Antonio Montes de Oca, poeta y pintor mexicano (n. 1932).
- 2010: Franco Ballerini, ciclista italiano (n. 1964).
- 2011: Helenita Vargas, cantante colombiana (n. 1934).
- 2012: Sergio Larraín, fotógrafo chileno (n. 1931).
- 2013: Juan Carlos Méndez, agrónomo, economista, empresario, académico, y consultor chileno (n. 1947).
- 2015: René Lavand, ilusionista argentino (n. 1928).
- 2017: Tzvetan Todorov filósofo búlgaro (n. 1939).
- 2017: Richard Hatch actor estadounidense (n. 1945).
- 2018: John Barlow, ciberactivista estadounidense (n. 1947).
- 2019: Frank Robinson, beisbolista estadounidense (n. 1935).
- 2019: Fabio Andrés Legarda Lizcano cantante colombiano (n. 1989).
- 2019: Albert Finney, actor británico (n. 1936).
- 2020: Li Wenliang, oftalmólogo chino (n. 1986).
- 2020: Orson Bean, actor, comediante y escritor estadounidense (n. 1928).

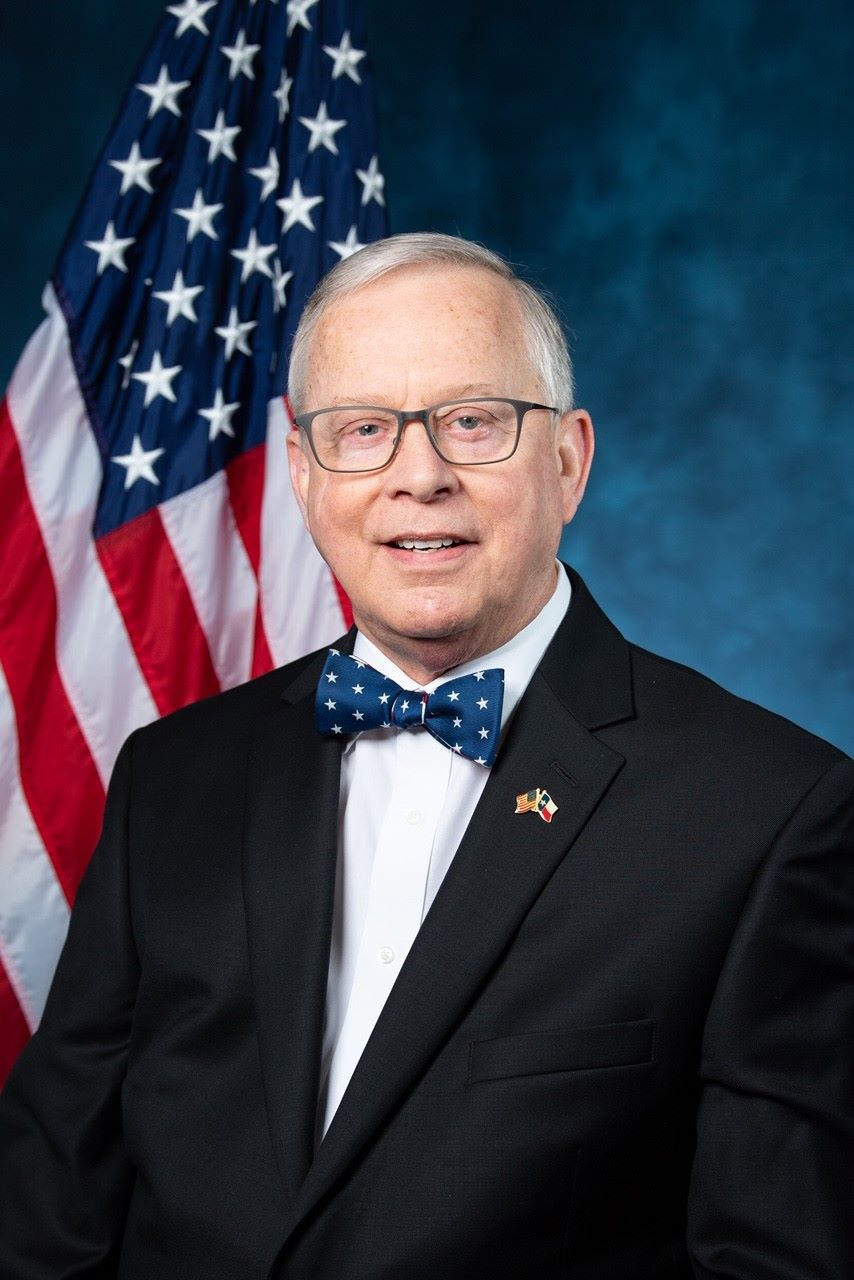
Ron Wright.

- 2021: Ron Wright, político estadounidense (n. 1953).
- 2021: Ricardo Silva, intérprete y actor de doblaje mexicano (n. 1954).
- 2021: Elia Rodríguez, periodista española (n. 1983).
- 2022: Douglas Trumbull, director de cine y productor estadounidense (n. 1942).
- 2022: Margarita Lozano, actriz española (n. 1931).
- 2023: Ahmet Eyüp Türkaslan, arquero del Yeni Malatyaspor (n. 1994).
- 2023: Fernando Becerril, actor mexicano (n. 1945).
- 2024: Alfredo Castelli, historietista y crítico literario italiano (n. 1947).
- 2024: Mojo Nixon, músico y presentador estadounidense (n. 1957).

## Celebraciones
- Día Mundial para la Concientización sobre el Síndrome de Ménière. Es una enfermedad rara que afecta el oído interno, la audición y el equilibrio.

- Día de las Rosas.
Celebración que marca el comienzo de la semana previa al Día de San Valentín, que se celebra el 14 de febrero.
(en inglés: Rose Day).

- Día Internacional de Mandar una Carta a un Amigo.[4]Esta fecha sirve para recordar el valor de las palabras escritas a mano y para demostrar a un amigo que le importas. Celebración original de Estados Unidos, heredada de los tiempos en que no existía internet y las cartas eran una de las formas de comunicarse. Aún se sigue celebrando en varios países.[5]
(en inglés: National Send a Card to a Friend Day).

 Por países
(Por orden alfabético)
- Argentina:
  - Día del Carnavalito. Desde 1982 se celebra en conmemoración de la fecha de 1978 en la que falleció el músico Edmundo P. Zaldívar, creador del tema "El Humahuaqueño".[6]
  - Aniversario de la Unión Industrial Argentina.[7]
Fundación: 7 de febrero de 1887 (138 años).
    -  Buenos Aires: 
      - Aniversario de Tres Lomas.[8]
Fundación: 7 de febrero de 1906 (119 años).

- Bolivia:
  - Día del Compositor Boliviano.[9]

- Chile:
  - Día Nacional Contra la Violencia en el Pololeo.[10]

- Estados Unidos:
  - Día Nacional de Concientización sobre el VIH/SIDA entre los afroestadounidenses.[11]
(en inglés: National Black HIV/AIDS Awareness Day).
  - Día Nacional del Ballet.
(en inglés: National Ballet Day).
  - Día de Saludar a los Vecinos.
(en inglés: Wave All Your Fingers At Your Neighbors Day).
  - Día Nacional de la Tabla Periódica.
(en inglés: National Periodic Table Day).

- Granada: 
  - Día de la Independencia.[12]
Celebra la independencia de Granada del Reino Unido en 1974.

### Santoral católico

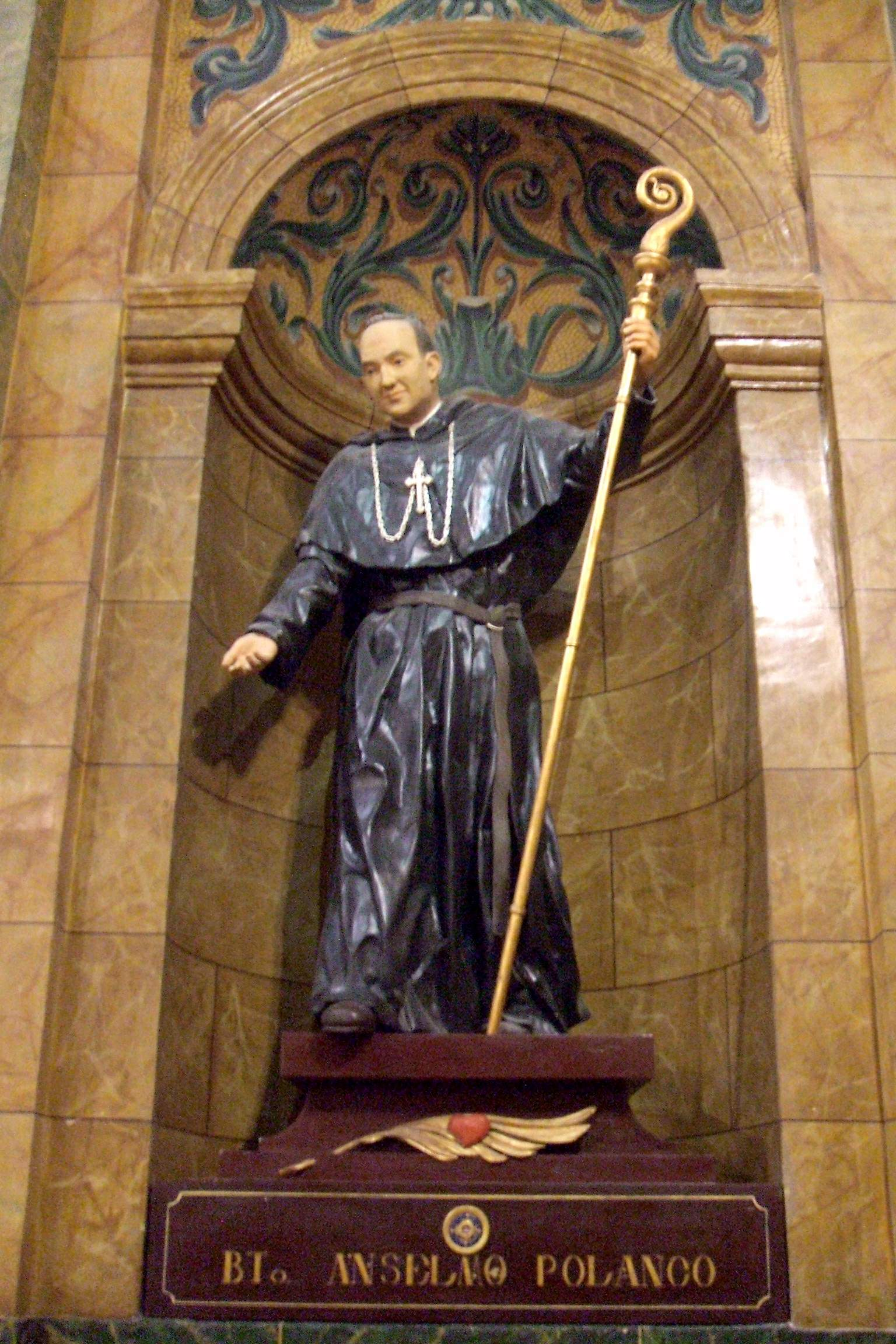
Beato Anselmo Polanco, mártir español perteneciente a la Orden de San Agustín.

- San Máximo de Nola, obispo (s. III).[13]
- San Partenio de Lampsaco, obispo (s. IV).
- San Moisés del Sinaí, obispo (f. c. 389).
- Santa Juliana de Florencia, viuda (s. IV).[13]
- San Lorenzo de Siponte, obispo (f. c. 545).[13]
- San Ricardo de Wessex (f. c. 720).[14]
- San Lucas el Joven, eremita (f. 955).[13][15]
- Beato Ricerio de Mucia (f. 1236).[13]
- Beato Antonio de Stroncónio, religioso (1461).[13]
- Beato Tomás Sherwood, mártir (f. 1578).[13]
- Beatos Jacobo Salès y Guillermo Saultemouche, mártires (f. 1593).[13]
- San Gil María de San José, religioso (f. 1812).[13][16]
- San Juan de Triora, presbítero y mártir (f. 1816).[13]
- Beata Rosalía Rendu, virgen (f. 1856).[13][17]
- Beata María de la Providencia Smet, virgen y fundadora (f. 1871).[13]
- Beato Pío IX, papa (f. 1878).[13]
- Beatos Anselmo Polanco (imagen ilustrativa) y Felipe Ripoll, mártires (f. 1939).
- Beato Adalberto Nierychlewski, presbítero y mártir (f. 1942).[13]
- Beato Pedro Verhun, presbítero y mártir (f. 1957).[13]
- San Teodoro de Heraclea.[13]